# Yamaha FZ 600
La Yamaha FZ 600 (o chiamata anche FZ 600R) è una motocicletta stradale sportiva prodotta dalla casa motociclistica giapponese Yamaha a partire dal 1985 fino al 1989.

## Descrizione
Il motore, dalla cubatura di 598 cm³, era un quattro cilindri in linea raffreddato a aria misto olio con doppio albero a camme (DOHC: Double Overhead Camshaft) a due valvole per cilindro per un totale di 8, derivato da quello della coeva XJ 600.
Dotata di un cambio a sei velocità, la moto utilizzava una frizione a dischi multipli in bagno d'olio. Il motore era alloggiato sul telaio scatolato perimetrale in acciaio che garantiva robustezza e leggerezza nello stesso tempo.
La sospensione anteriore utilizzata era una forcella telescopica regolabile.
Al posteriore invece montava un mono ammortizzatore anch'esso regolabile. Il sistema frenante era composto da tre dischi, di cui quelli anteriori doppi.
Rispetto alla XJ aveva una diversa messa a punto e una ciclistica più sportiva derivata dalla più piccola FZ 400R, nonché dei carburatori Mikuni da 33 mm differenti. Esteticamente e meccanicamente riprendeva svariati elementi dalla FZ 400R, come anche la semi carenatura e il codino squadrato. In Italia è stata la prima moto omologata di serie ad avere la fanaleria anteriore composta da due gruppi ottici circolari.